# 태국 항공기 사고 조사 위원회
태국 항공기 사고 조사 위원회(영어: Aircraft Accident Investigation Committee, 태국어: ของ อากาศยาน ใน ราช อาณาจักร)는 태국 항공기 사고 및 사고 조사위원회이다. 비행 표준국, 민간 항공 교통부에 종속된다.

## 같이 보기
- One-Two-GO 항공기 비행 269